# Economia socialista
A economia socialista é um sistema econômico caracterizado pela propriedade coletiva dos principais meios de produção. Refere-se à teorias econômicas, práticas e normas hipotéticas ou existentes em uma população moderna.
As principais características deste sistema são:
- propriedade colectiva dos principais meios de produção, todos os setores da economia são coletivizados;
- planificação ostensiva de toda a de produção econômica.

## Descrição
Um sistema econômico socialista baseia-se em alguma forma de propriedade social dos meios de produção, o que pode significar cooperativas autônomas ou a propriedade pública direta; onde a produção é voltada diretamente para o seu uso. Quando os mercados são utilizados para a atribuição de insumos e bens de capital entre as unidades econômicas, a designação socialismo de mercado é usada. Quando o planejamento é utilizado, o sistema econômico é designada por economia socialista planificada. Formas de socialismo não mercantis geralmente incluem um sistema de contabilidade baseado no cálculo em espécie ou uma medida direta do tempo de trabalho  como um meio para distribuir recursos e bens.
O termo economia socialista também pode ser aplicado à análise de antigos e atuais sistemas econômicos que se auto-intitulam "socialistas", como nas obras do economista húngaro János Kornai.
Economistas socialistas tem sido associados à diferentes escolas do pensamento econômico. A economia marxista forneceu uma estrutura para o socialismo baseado na análise do capitalismo, enquanto a economia neoclássica e a economia evolucionária forneceu modelos completos do socialismo. Durante o século XX, várias propostas e modelos para ambas economia planificada e socialismo de mercado foram fortemente baseados na economia neoclássica ou numa síntese da economia neoclássica com a economia marxista ou institucional.